# Cycas sexseminifera
Cycas sexseminifera F.N.Wei, 1996 è una pianta appartenente alla famiglia delle Cycadaceae, diffusa nel sud-est asiatico.

## Descrizione
È una cicade con fusto arborescente o acaulescente, alto sino a 0-0,6 m e con diametro di 6-15 cm.
Le foglie, pennate, lunghe 50-110 cm, sono disposte a corona all'apice del fusto e sono rette da un picciolo lungo 12-40 cm; ogni foglia è composta da 60-130 paia di foglioline lanceolate, con margine intero, lunghe mediamente 7-26 cm, di colore verde scuro o grigio-verde, inserite sul rachide con un angolo di 60-85°.
È una specie dioica con esemplari maschili che presentano microsporofilli disposti a formare strobili terminali di forma strettamente ovoidale o fusoidale, lunghi 12-26 cm e larghi 5-7 cm ed esemplari femminili con macrosporofilli che si trovano in gran numero nella parte sommitale del fusto, con l'aspetto di foglie pennate che racchiudono gli ovuli, in numero di 2-6.
I semi sono ovoidali, lunghi 18-25 mm, ricoperti da un tegumento di colore giallo.

L'epiteto specifico sexseminifera, fa riferimento all'iniziale credenza che i sei semi osservati nella specie tipo erano una caratteristica che la differenziava dalle altre specie.

## Distribuzione e habitat
È diffusa nella provincia cinese del Guanxi meridionale e centrale e nella provincia vietnamita del Cao Bằng. È inoltre diffusa nel Thanh Hóa.

Prospera sui crepacci, su affioramenti calcarei senza terreno visibile.

## Conservazione
La IUCN Red List classifica C. sexseminifera come specie prossima alla minaccia (Near Threatened).

La specie è inserita nella Appendice II della Convention on International Trade of Endangered Species (CITES).